# Loxodonta atlantica
Loxodonta atlantica és una espècie extinta d'elefant africà (Loxodonta) que visqué a Àfrica des del Miocè superior fins al Plistocè mitjà, fa entre 2,6 milions d'anys i 800.000 anys. Se n'han trobat restes fòssils a Algèria, Etiòpia i el Marroc. Era un animal pasturador que tenia les dents molars relativament derivades en comparació amb els seus congèneres del gènere Loxodonta. La seva extinció té a veure amb el canvi climàtic que es produí a escala global durant el Plistocè mitjà, tot i que és possible que també hi contribuïssin altres factors. El seu nom específic, atlantica, significa 'atlàntica' en llatí.